# Crunomys
Crunomys är ett släkte av däggdjur som ingår i familjen råttdjur.

## Utseende
Dessa gnagare når en kroppslängd (huvud och bål) av 10 till 13 cm och en svanslängd av 7 till 9 cm. Vikten är 35 till 55 gram. Med undantag av Crunomys celebensis har alla arter små taggar inblandade i ryggens päls. Pälsens färg på ovansidan varierar mellan grå, mörkbrun och svartaktig. Undersidan är ljusare till vitaktig. Arterna skiljer sig även i detaljer av skallens och tändernas konstruktion från andra råttdjur. De övre molarerna har till exempel tre rötter. Även artärernas position i skallen avviker från andra råttdjur.

## Utbredning och levnadssätt
Arterna förekommer främst på olika öar som tillhör Filippinerna. Bara Crunomys celebensis hittas på Sulawesi. De lever i skogar i kulliga områden eller i bergstrakter upp till 1000 meter över havet. Crunomys hittas ofta nära vattendrag.

## Systematik
Arter enligt Catalogue of Life:
- Crunomys celebensis
- Crunomys fallax
- Crunomys melanius
- Crunomys rabori

Enligt Wilson & Reeder (2005) och IUCN är Crunomys melanius och Crunomys rabori en och samma art. De listar däremot en annan fjärde art i släktet, Crunomys suncoides.
Dessa råttdjur är sällsynta. Därför listas Crunomys melanius som sårbar (VU) och de andra arterna med kunskapsbrist (DD).